# 반천초등학교
반천초등학교(盤泉初等學校)는 대한민국 울산광역시 울주군에 있는 공립 초등학교이다.

## 학교 연혁
- 1945년 5월 16일 설립인가
- 1945년 6월 15일 반천국민학교 개교
- 1983년 3월 1일 반천국민학교 병설유치원 인가
- 1995년 3월 21일 신축교사(7교실) 준공
- 1996년 8월 30일 식당 건립
- 1999년 9월 6일 교사 증축(4교실)
- 2009년 12월 18일 다목적 강당(오름관) 건립
- 2012년 9월 1일 제26대 최혜숙 교장 부임
- 2013년 2월 20일  제63회 졸업식(총 졸업생 3,165명)
- 2013년 8월 30일 과학실 현대화 사업 완료(예산 2300만원)
- 2013년 12월 17일 반천역사관 개관(반천 역사관 전시자료 연중 수집중)
- 2013년 12월 17일 행복인성건강교실 개관 - 학생들의 체력 향상을 위한 실내 운동 교실
- 2013년 12월 학교 경비실 구축
- 2014년 2월 19일 제64회 졸업식(총 졸업생 수 3,209명)
- 2014년 3월 1일 13학급 편성(초등 12, 특수 1)
- 2014년 5월 20일 사롬사리 사이버 농장 발대식 개최
- 2014년 6월 16일 인성중심 융합프로젝트 학습 실시(6.16-6.20)
- 2014년 6월 25일 울주군민체육관 벽화 작업 완료
- 2014년 7월 7일 지역민을 위한 운동기구 설치 - 하늘걷기와 허리돌리기, 달리기와 어깨유연성 운동기, 물결타기, 허리돌리기
- 2014년 7월 11일 창의인성축제 및 STEAM페스티벌

## 특기 사항
- 1999년 10월 27일 광역시교육청 지정 교육과정 시범학교 운영
- 2001년 1월 1일 광역시교육청 지정 교실수업개선 연구학교 운영
- 2006년 3월 1일 교육수요자 만족을 위한 방과후 교실 운영
- 2007년 3월 1일 광역시교육청 지정 방과후학교 시범학교 운영(1/2)
- 2008년 3월 1일 광역시교육청 지정 방과후학교 시범학교 운영(2/2)
- 2008년 7월 1일 문화체육관광부 지정 예술꽃 씨앗학교 운영(4년간)
- 2010년 12월 10일 방과후학교 활성화 성과평가 우수교 교육감상 수상
- 2010년 12월 24일 학교체육활성화 우수교 교육감표창
- 2010년 12월 29일 과학교육종합평가 결과 우수교 교육감표창
- 2011년 9월 1일 교과부 요청(시지정) 융합인재교육(STEAM) 연구학교운영(1년 6개월)
- 2012년 1월 10일 2011 학교평가 최우수학교 선정
- 2012년 5월 29일 제41회 전국소년체육대회 배드민턴 여자초등부 단체전 1위
- 2012년 10월 7일 제62회 개천예술제 합주초등부 금상 수상
- 2012년 11월 29일 2012 융합인재교육(STEAM) 우수학교 교육과학기술부 장관표창
- 2013년 3월 2일 NIE 선도학교 지정
- 2013년 3월 11일 JCN '가자 신나는 학교여행' 방송
- 2013년 3월 18일 반천 뮤직데이 운영
- 2013년 4월 1일 인성브랜드 우수학교 선정
- 2013년 4월 1일 교육복지 우선지원사업 연계학교 운영
- 2013년 4월 10일 지속가능발전교육 연구학교 선정
- 2013년 4월 29일 1사 1교 자매결연 협약식 - 반천초 & (주)효성 언양공장
- 2013년 6월 11일 제5회 울산 초등 영어연극제 우승 - 교육감상 수상(12)명
- 2013년 6월 28일 2013 제9회 울산아동극 대회 금상(1위) - 교육감상수상, 전국대회 울산대표
- 2013년 9월 5일 제38회 대한민국관악경연대회 관악부 은상 수상
- 2013년 9월 24일 제63회 개천예술제 합주초등부 관악부 은상 수상
- 2013년 9월 26일 2013 대한민국 행복학교 박람회 울산대표학교 선정(교육부 주최) - "3빛깔 끼로 함께 어우르는 반천교육"
- 2013년 11월 2일 전국 스포츠클럽대회 플라잉디스크 골프 부문 울산대표 출전
- 2013년 11월 12일 반천 사롬사리 사이버 농장 경영보고회 및 수확물 수여식
- 2013년 11월 14일 UNESCO 협동학교 선정
- 2013년 12월 2013 대한민국 행복학교 박람회 유공학교 교육부 장관 표창
- 2014년 1월 14일 자율학교 지정(2014.3.1 ~ 2017.2.28)
- 2014년 3월 17일 2014 반천 Music day 운영
- 2014년 4월 10일  지역주민과 함께하는 학교도서관 대상학교 선정
- 2014년 4월 14일 흡연예방 및 금연선도학교지정
- 2014년 4월 16일 함께해요! 행복운동참여프로그램 운영학교 선정
- 2014년 4월 18일 금융교육 선도학교 지정
- 2014년 4월 25일 PAPS 맞춤형 학생건강체력관리학교 선정
- 2014년 6월 26일 학교스포츠클럽 플라잉디스크 골프 예선경기 - 남녀 1위로 결선리그전 진출
- 2014년 7월 5일 학교스포츠클럽 플라잉디스크 얼티미트 예선경기 - 남 1위, 여 2위로 결선리그전 진출
- 2014년 7월 9일 한국 과학창의재단 청소년과학탐구반(YSC) 운영 학교
- 2014년 7월 9~15일 흡연예방 및 금연 선도학교 주간 운영
- 2014년 7월 15일 제6회 울산영어연극대회 교육감상 수상
- 2014년 7월 19일 학교스포츠클럽 플라잉디스크 윳놀이 예선경기 - 남,여 1위로 결선리그전 진출
- 2014년 7월 19일 강남문화예술축제 반천 관악부 참여
- 2014년 7월 29일 강남 무한상상 발명 창의경진대회 금상수상
- 2014년 8월 27일 제39회 대한민국관악경연대회 반천관악부 은상 수상
- 2014년 9월 1일 제16회 울산창의영상 공모전 수상 (최우수학급 및 개인전 금상)
- 2014년 9월 13일 교육감기 학교스포츠클럽 플라잉디스크 본선경기 - 골프부문 남·녀 1위, 전국대회 울산대표 출전
- 2014년 9월 19일 제4회 울산창의인성축제 관악부 참가
- 2014년 9월 28일 제10회 울산아동극경연대회 반천 연극부 은상 수상
- 2014년 9월 29일 제64회 개천예술제 초등합주부문 반천관악부 금상 수상

## 참고 자료
- 반천초등학교 - 한국교육학술정보원 학교알리미